# Andreea Bollengier
Andreea Bollengier (nume la naștere Andreea Sasu-Ducșoară; n. 17 mai 1975, Brașov, România – d. 28 mai 2021, Talence, Nouvelle-Aquitaine, Franța) a fost o jucătoare franceză de șah de origine română.

## Activitate
Andreea Bollengier a fost campioana României la șah la o vârstă de mai puțin de 16 ani și campioană internațională în 2002, reprezentând România la olimpiada feminină de șah din 2003.
În Franța, ea a adus medalia pentru campionatul feminin în 2010 apoi a fost pe locul trei la campionatul francez de șah din 2011 și pe locul doi (medalie de argint) în 2014. Ea a reprezentat Franța la olimpiada feminină din 2012 la Istanbul unde a ieșit pe locul 7. 
Pe 1 decembrie 2017, Andreea Bollengier a fost a cincea jucătoare franceză cu un clasament Elo de 2260 de puncte.